# 플러팅

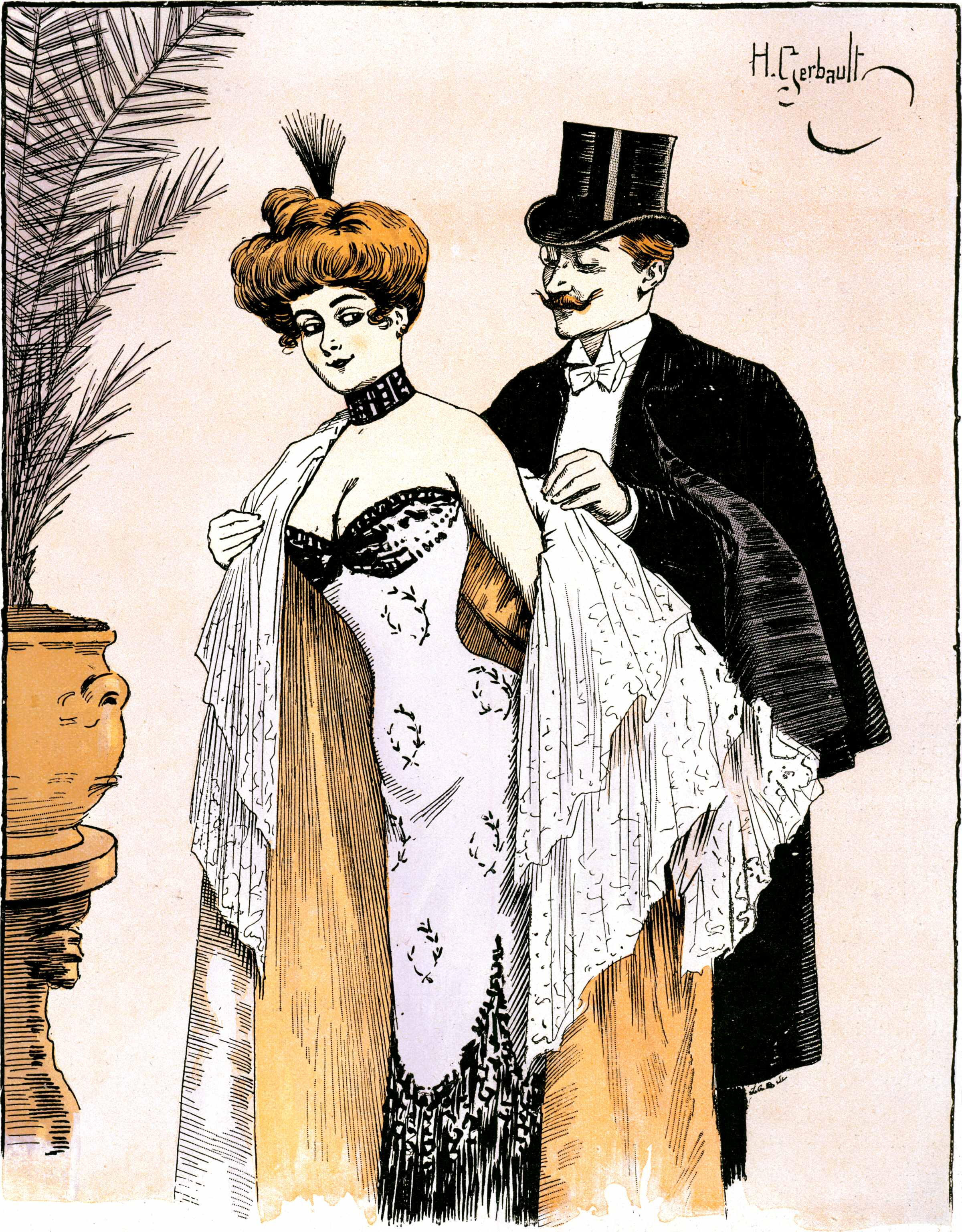
앙리 제르보의 포스터는 남녀 간의 썸을 묘사하고 있다.

플러팅(Flirting)이란 한 사람이 다른 사람에게, 또는 두 사람 사이 생기는 행동으로, 보통 상대방에게 호감을 느끼고 유혹을 목적으로 하는 행위, 상대방에게 교제를 목적으로 다가가는 행동을 일컫는다. 플러팅 기원이 firting인 것으로도 알려져 있기에 영단어는 혼용해서 쓰는 편이다. 플러팅에는 대화, 바디랭귀지(예를 들면 윙크와 같은 행위), 짧은 신체 접촉 등을 포함한다. 단, 관계 발전 가능성이 있을 때 하는 행위가 플러팅이며, 관계 발전 가능성이 없여면, 같은 행위라도 단순한 친절함 혹은 끼부림으로 간주한다.

## 예시
- 에어 키스
- 회화 (이야기)
- 눈맞춤
- 눈썹
- 포옹
- 웃음
- 채팅, 텍스트 메시징
- 연애편지
- 미소
- 섹스팅
- 간지럼
- 윙크
- 전화

## 같이 보기
- 애무